# Новий Ульм
Ной-Ульм, або Новий Ульм (нім. Neu-Ulm) — місто в Німеччині, у землі Баварія, на річці Дунай, напроти міста Ульм, приблизно за 90 км на південний схід від Штутгарта і за 140 км на північний захід від Мюнхена. Адміністративний центр однойменного району.

## Історія міста
Історія Нового Ульма розпочалася після передачі міста Ульм від Баварії до Баден-Вюртембергу в 1810 році. Кордон було встановлено по Дунаю і частини міста Ульм, які знаходились на правому березі, стали зародком нового міста, яке з 1814 офіційно почало називатись Новий Ульм.
Розвиток міста почався після 1841 року, коли розпочалося будівництво фортеці Ульм. У 1853 прокладено залізницю до Аугсбурга. Через чотири роки визнано герб поселення, а повноцінний статус міста Новий Ульм отримав від короля Баварії Людвіга II у 1869.
Після Першої світової війни розпущено військову залогу. Під час Другої світової війни зруйновано 80% будівель і всі мости через Дунай.
В 1951 у місті розміщено американську військову базу.

## Пам'ятки
У місті знаходиться Українська греко-католицька церква Успіння Пресвятої Богородиці.

## Українці в Новому Ульмі
З 1945 року у Новому Ульмі знаходився табір переміщених осіб, у якому перебувала значна кількість українців.
Від 1945 року до 2000 року видавалася газета «Українські Вісті» (під багаторічним редакторством Івана Багряного).
25—26 травня 1946 року відбувся з'їзд з кількох груп міжвоєнних емігрантських діячів, лояльних до екзильного центру УНР, колишніх військовиків УНР, повоєнної східноукраїнської еміграції, головно з так званої харківської громадськості, та західноукраїнських поміркованих діячів, які під час другої світової війни переважно співпрацювали у системі УЦК, на якому був відновлений Український національно-державний союз.
1948 року у таборі переміщених осіб народився Орест Банах — майбутній американський футболіст та гравець національної збірної.
1955 року Ігорем Костецьким та його дружиною Елізабет Коттмаєр в Новому Ульмі було засноване українське видавництво «На горі».
Багато з українців після звільнення залишилися тут мешкати:
- Турула Павло — науковець та громадський діяч, член УГВР.

### Поховані

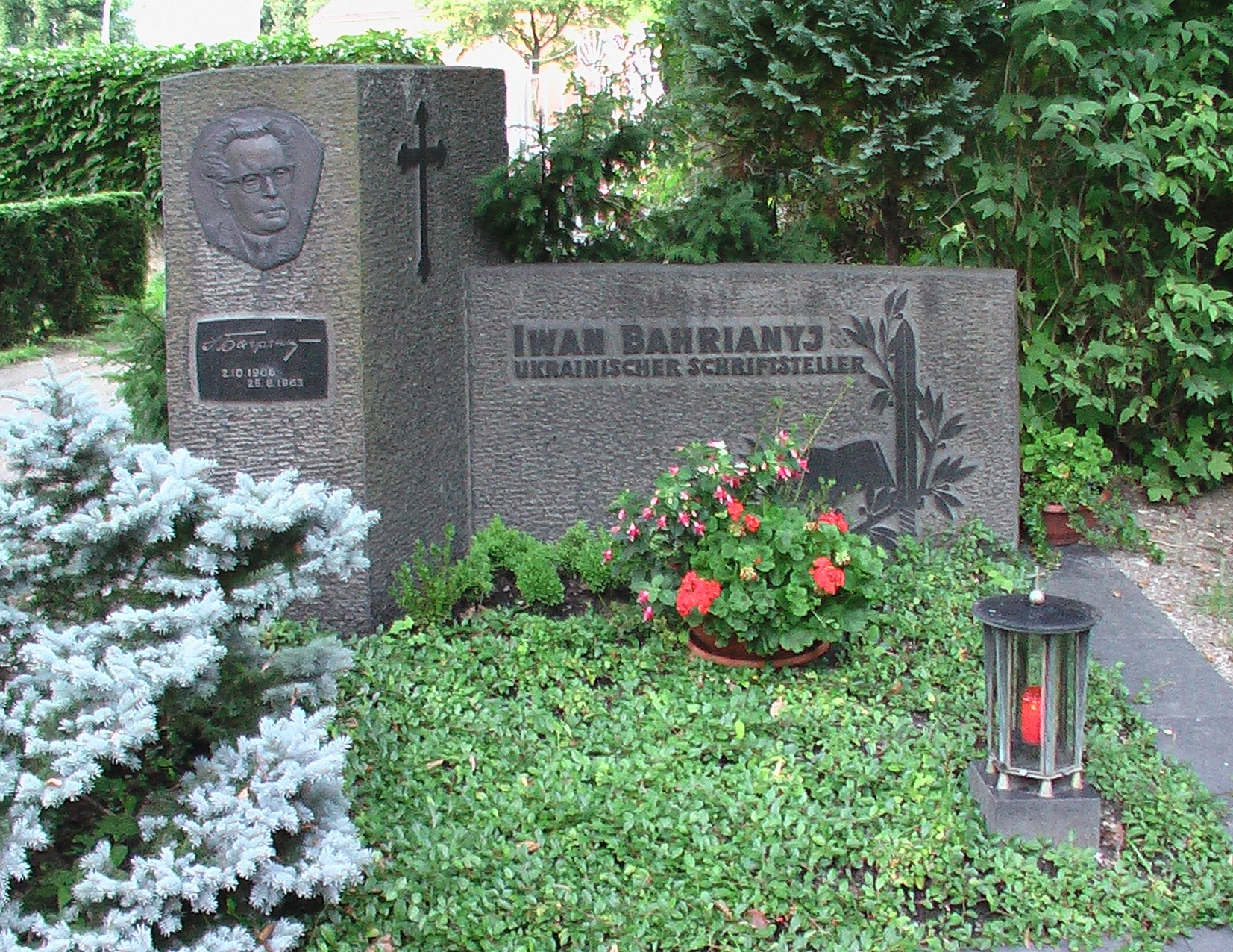
Могила Івана Багряного в Новому Ульмі

На місцевому цвинтарі поховано плеяду визначних діячів української літератури, науки, політики та культури, зокрема :
- Наталія Дмитрівна Полонська-Василенко — український історик
- Іван Багряний — видатний український письменник («Сад Гетсиманський», «Тигролови»), публіцист та політик,
- Юрій Горліс-Горський — старшина армії УНР, один із керівників Холодноярської Республіки, автор роману Холодний Яр,
- Андрій Вовк — політичний і військовий діяч, генерал-хорунжий Армії УНР,
- Микола Угрин-Безгрішний— активний учасник національно-визвольних змагань, громадський діяч, відомий фотограф, педагог, видавець, прозаїк, поет, драматург.
- Степан Мудрик-Мечник (* 5 жовтня 1919 — † 9 травня 2004) — заступник командира воєнної округи УПА ВО-2 «Буг», в'язень німецьких концтаборів, керівник розвідки ЗЧ ОУН (з 1951), Голова Головної Ради ОУН, заступник президента Світового конгресу вільних українців (СКВУ) в Європі.

## Галерея

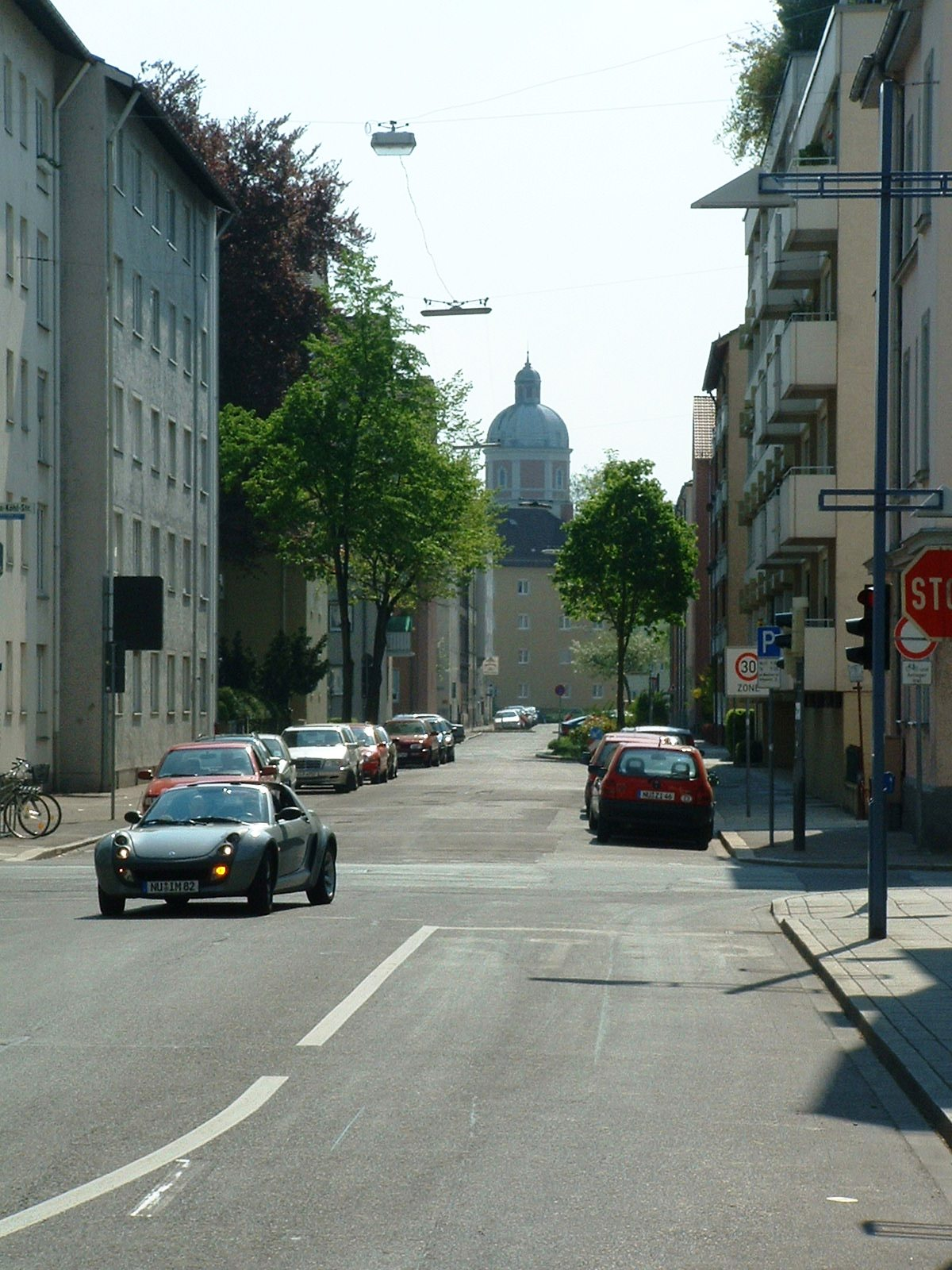
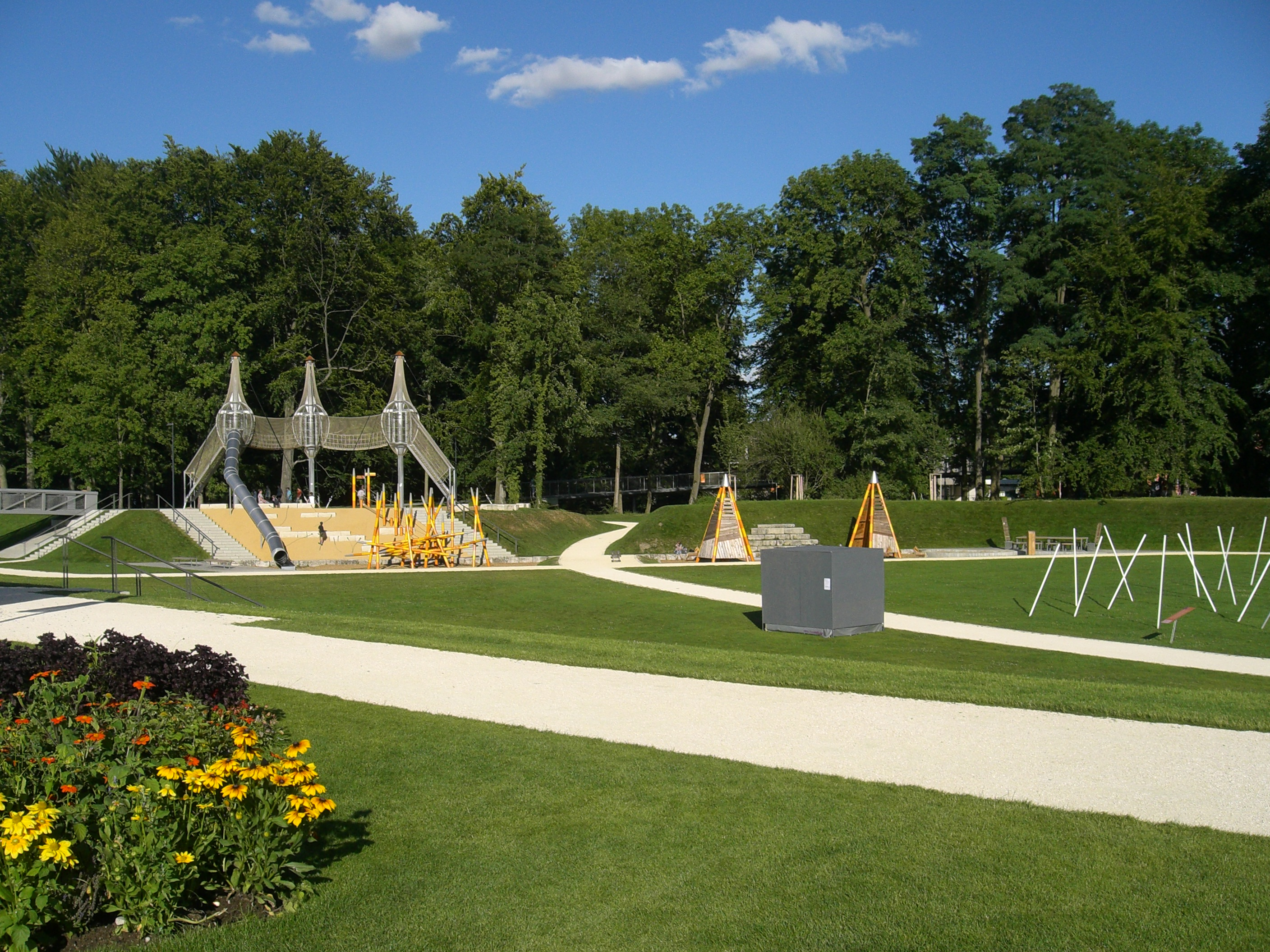
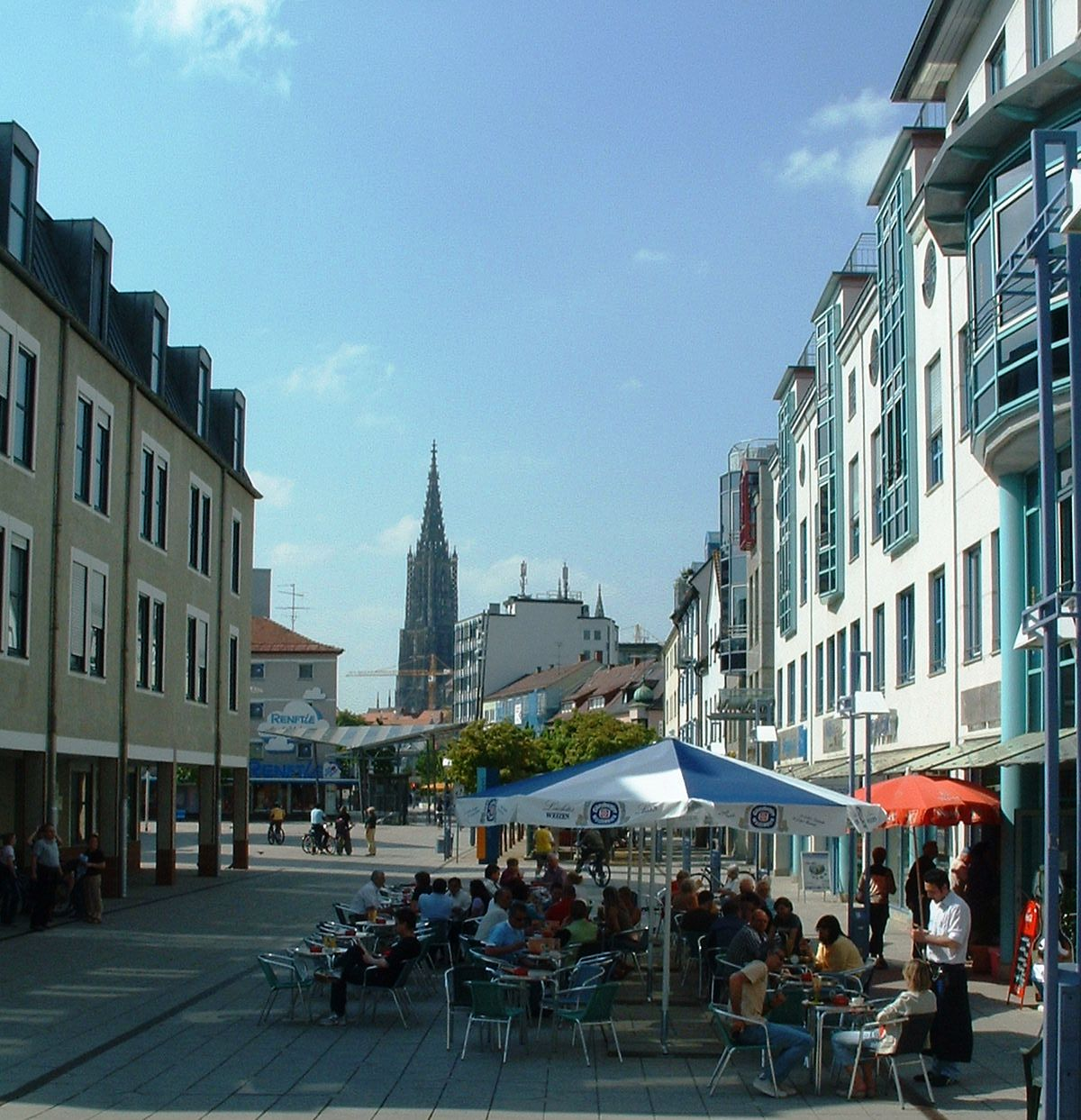
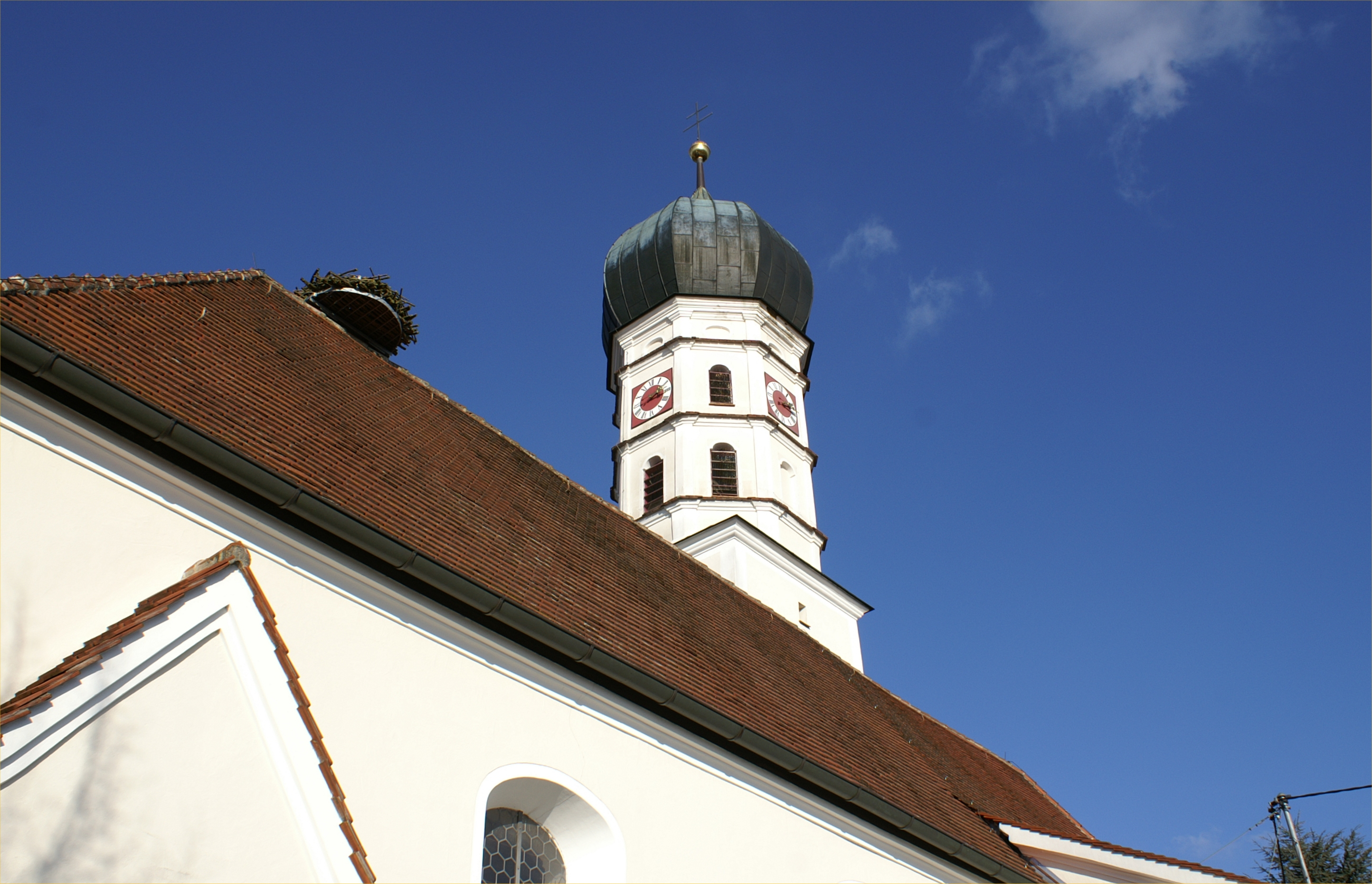
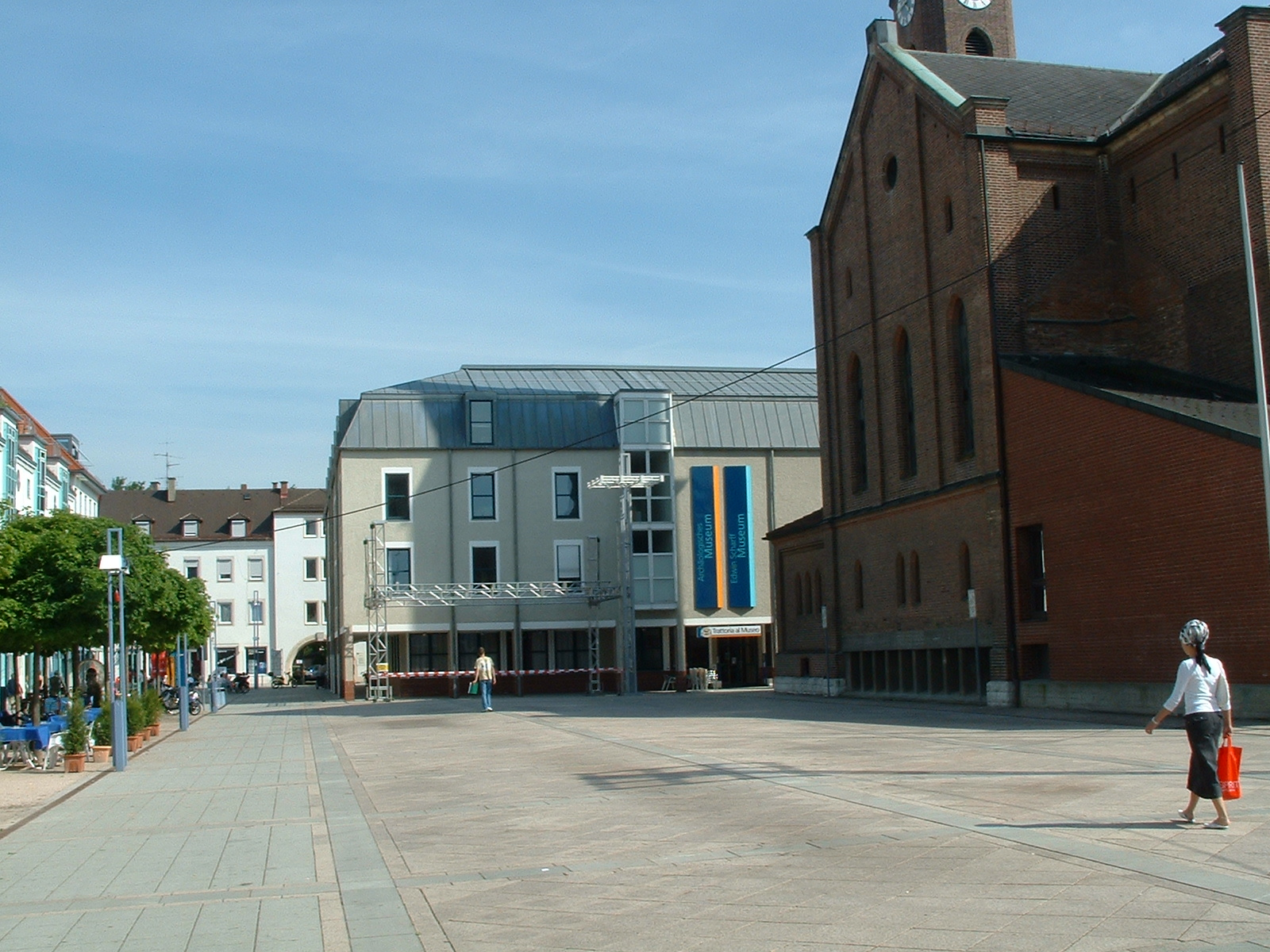
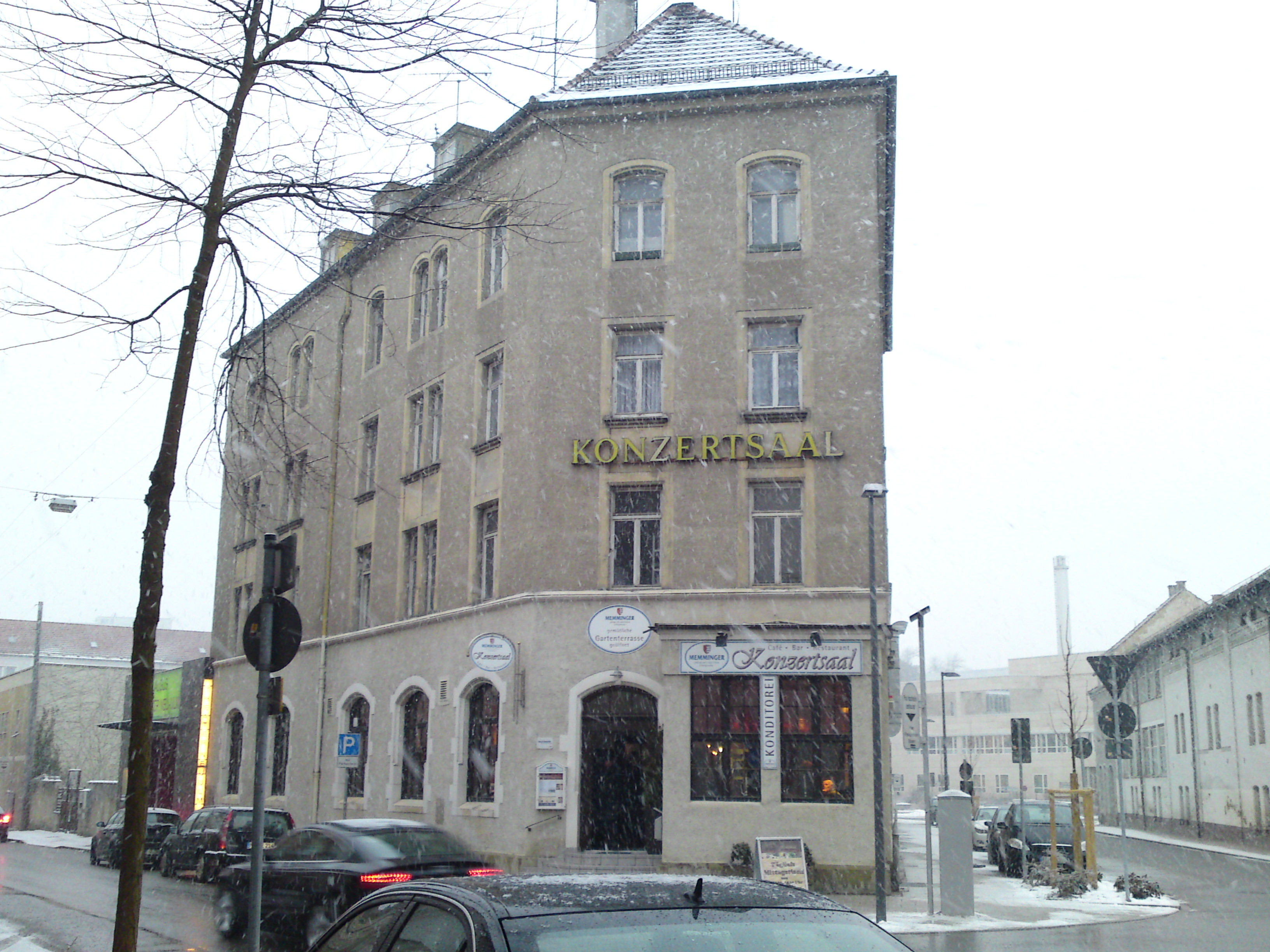